# Arhiepiskopska palata u Starom Baru
Arhiepiskopska palata u Starom Baru, bila je građevina unutar Staroga Bara, sa dvadesetak prostorija u prizemlju i na spratu. Podignuta je između XIV i XVI vijeka. Osobito impresivno djeluje i plijeni umjetničkom formom njen fasadni zid okrenut prema moru. Ovaj segment objekta sagraden je 1400. godine. Zidan je od pravilno obrađenih kamenih kvadara postavljenih u vodoravne nizove. Sredinu fasade ukrašava portal s polukružnim lukom iznad linete. Na tome su zidu i tri visoka gotička prozora, u njegovu gornjem dijelu. Zidni završetak ima oblik trougaonoga frontona. Palata je imala veliku dvoranu koja je obuhvatala prostor prizemlja i sprata. Izuzimajući dvoranu, ostale odaje služile su za kultne svrhe, za stanovanje i druge namjene. Prema naznačenim stilskim obilježjima i drugim indikacijama, čini se izvjesnim da se ova palata bez dvoumljenja može svrstati u arhitektonski opus Balšića.

## Literatura
- Dragoje Živković, Istorija crnogorskoga naroda, tom I, Cetinje, 1989.

## Spoljašnje veze
- Zagarčanin: Obnova palate u Starom gradu nakon tri decenije[мртва веза]
- https://m.cdm.me/drustvo/stari-bar-dobija-arheoloski-muzej-obnavlja-se-stara-nadbiskupija/
- Stari Bar